# Népiratkák
A Népiratkák a Szent István Társulat füzetsorozata volt, mely 1886 és 1919 között jelent meg.
A kiadványokkal a ponyvairodalmat kívánták ellensúlyozni. Károlyi Sándor, a Szent István Társulat akkori elnöke a nép szellemi nívójának emelését jelölte meg küldetésként, s szorgalmazta egy, a népnek szóló irodalmi sorozat elindítását. Ez lett a Népiratkák, melyből összesen 329 füzetet jelent meg, s melynek terjesztését főként falusi plébánosok segítségével végezték.
A zömmel tanulságos, erkölcsnemesítő elbeszélések mellett alkalmanként mezőgazdasági, állattenyésztési, egészségügyi útmutatókat, vagy épp a magyar történelmet taglaló ismeretterjesztő, az egyházi évet ismertető, politikailag károsnak tartott jelenségektől (szocializmus) óta intő műveket, karácsonyi színjátékot, szentéletrajzokat, zarándokkönyvet stb. is közreadtak.
A gerincmagasság többnyire 16 cm volt, a terjedelem zömmel 20-40 oldal között mozgott, de előfordult 10-nél kisebb, ill. 90-es oldalszámú kiadvány. A történetek főleg prózában íródtak, de alkalmanként verses elbeszélések is megjelentek. 1907-ben, ill. 1915-ben néhány kiadvány szlovákul is napvilágot látott. Számos Népiratkának volt második/többedik kiadása, de a címlapok tanulsága szerint akadt, amelyik 20-szor jelent meg (Páduai szent Antal és a szegények kenyere) – ezek valójában utánnyomások voltak. 

## Szerkesztői
A Népiratkák szerkesztője Maszlaghy Ferenc, Winkler József, Kisfaludy Zoltán Lajos, Sziklay János, Kriston Endre volt. Kisfaludy csak 1891-ben kapcsolódott be a szerkesztői munkába, attól kezdve viszont több mint 100 füzetet jegyzett. A Népiratkák szerzői főként lelkészek, valamint a korabeli katolikus egyházhoz kötődő személyek voltak. Számos füzet jelent meg a szerző feltüntetése nélkül vagy álnéven jegyezve. Ahol biztosan lehet tudni, kit takar az álnév, ott jeleztük.

## A megjelent Népiratkák

### 1–50.
- 1. Másfél nap Boldogfalván, v. egy valláserkölcsös és hitbuzgó kat. falu hogyan szenteli meg a vasárnapot?
- 2. Könnyű az asszonynak, v.: mindenki végezze a maga dolgát.
- 3. Egy porció pálinka, v.: Tóth Bálint uram hogyan utálta meg a pálinkát?
- 4. Krumpli Miska, v.: a takarékosság jutalma.
- 5. Kristóf János: A vén Rókáné, v.: hogy gyógyít a javasasszony?
- 6. A fejszének a nyele, v.: nem ver Isten bottal.
- 7. Rozgonyi György: Galambos Bálint ártatlansága, v.: Isten megbünteti a hamis tanúságot. Elbeszélés
- 8. Nyulassy Antal: Remete Péter a derék földmíves. Elbeszélés
- 9. Egy délután Antal bácsiéknál. (Vegyes házasságok)
- 10. A czinkotai kántor, v.: Fején találta a szöget. Hogyan boldogulunk? 2 elbeszélés 1891.
- 11. Derék Bálint kántor uram beszélgetései az ünnepek és vasárnapok megszenteléséről. 1891.
- 12. Nagyravágyó v.: aki tovább nyújtózkodik a takarónál. 1888.
- 13. Pólya Jakab: A szövetkezetek előnyei. 1891.
- 14. Németh Gellért: A drága méreg. 2. kiad. 1891. (A szerző teljes neve: Németh Imre Gellért[4])
- 15. Rozgonyi György: Virág András tört., v.: az ördög bibliája.
- 16. Szt László kelyhe, v.: hogyan bünteti az Isten az álnokságot? 1891.
- 17. Eldorádó, v.: a boldogság orsz-a. 1894.
- 18. Németh Ignác: Egy szem barackmag, v.: segít az Isten és az értelmes munka. 1893.
- 19. A nagy lutri, v.: az igérvény-játék bolondsága. 1894. (Ezt a füzetet Oltványi Gáspár írta[4])
- 20. Szívet szívért. 3. kiad. 1899.
- 21. Gyürky Ödön: Mester uram a nevelésről. 2. kiad. 1894.
- 22. A gárdonyi bíró. Elbeszélés 2. kiad. 1893.
- 23. Az árvák atyja. 2. kiad. 1893. (Ezt a füzetet Oltványi Gáspár írta[4])
- 24. Oltványi Gáspár: A pórul járt irigy. 2. kiad. 1893.
- 25. Amit nálunk még kevesen tudnak. Elbeszélés 2. kiad. 1892.
- 26. Hogyan lett Lajtor uram módos emberré. 2. kiad. 1893.
- 27. A szántásnak és vetésnek titkai, v.: hogyan szántson és vessen, aki boldogulni akar? 2. kiad. 1894.
- 28. Mi a m. gazda büszkesége, v.: kinek lehet szép lova, szép szarvasmarhája. 2. kiad. 1894.
- 29. Máté bátya és a kísértetek. Oktató elbeszélés 2. kiad. 1894.
- 30. Az én szívem ilyen, hát a tied milyen? 3. kiad. 1900.
- 31. A két szomszéd. Mulattató elbeszélés 2. kiad. 1893.
- 32. Az ígéret adományt vár. 2. kiad. 1894.
- 33. Kámpis János: Fehér Örzse szomorú esete, v.: mire visz a babonaság. 2. kiad. 1894.
- 34. Németh Gellért: Isten jutalmaz és büntet. 2. kiad. 1894. (A szerző teljes neve: Németh Imre Gellért[4])
- 35. Gyürky Ödön: A gyermek – Isten áldása. 2. kiad. 1894.
- 37. Rozgonyi György: Faragó uram baja, v.: mit szül a pörlekedés. 2. kiad. 1893.
- 38. Mátyás kir. a nép barátja. 3 tört. versekben. 2. kiad. 1898.
- 39. Végházi: Mit izen a róm. p. minden kat. embernek? 2. kiad. 1894. (Ezt a füzetet Végházi néven Kisfaludy Zoltán Lajos írta[4])
- 40. Amire Isten áldást nem adott. Elbeszélés 2. kiad. 1893.
- 41. Szt Alajos élete. Halálának 300. é. évford-jára írta egy csanádi pap. 2. kiad. 1891.
- 42. Németh Sándor: A tp. tiszt-ben tartásáról. 1892.
- 43. Németh Sándor: A pokol útja, v.: ne dobd el, amit te szereztél. 1892.
- 44. Lévay Mihály: A szelényi kút. 1892.
- 45. Szekrényi Lajos: A Balaton tündérei, v.: a kincs nem boldogít. 1892.
- 46. Németh Sándor: Beszélgetés a kántor-tanítói hiv. fontos voltáról. 1892.
- 47. Krauszhaár Károly: Mária-Radna rövid tört. Néhány megjegyzéssel a búcsújárásról. 1892.
- 48. Rozgonyi György Menjünk Amerikába? v.: Varjas Pál gazd'uram esete. 1892.
- 49. Bandi. Bogár Böske, v.: ne játsszál a szerencséddel. 1892.
- 50. Kontur Béla: A jó egészség kv-e. 1892.

### 51–100.
- 51. Végházi: A bucsuki kőkereszt, v.: ne járj a fonóba. 1892.
- 52. Isten áld, Isten ver, v.: el ne bízd magadat. 1892.
- 53. Rozgonyi György Simor János hgprím. élettört. 1892.
- 54. Ségur: Rövid bizalmas feleletek a ker. vallás ellen leginkább elterjedt ellenvetésekre. 3. kiad.
- 55. Végházi: A róm. p. izenete a munkások állapotáról. 1892.
- 56. Szabó Imre: Rozzant szekér, sánta ló. Elbeszélés 1892.
- 57. Kuthen: Fehér Bandi. 1892. (Kuthen Barina Vendel írói álneve volt[4])
- 58. Rozgonyi György Deres Mihály sorsa, v.: mit terem a vadházasság. 1893.
- 59. Janics Ferenc: A ker. ellenség-szeretet, v.: aki téged kővel dob meg, dobd vissza kenyérrel. Elbeszélés 1893.
- 60. Petheő József: A gonosz szomszéd, v.: hogyan bünteti az Isten a hamis esküt? Elbeszélés 1893.
- 61. Cseszkó Antal: A két cinkos. Elbeszélés 1893. (Cseszkó Antal álnéven Prónai Árpád írta[4])
- 62. Murk István: A becsületesség jutalma, v.: legjobb az egyenes út. Elbeszélés 1893.
- 63. Cenner Lajos: Borúra derű, v.: az 1867-iki kiegyezés tört. 1893.
- 64. Czobor Béla: A m. sztkorona és a koronázási jelvények. 1893.
- 65. Végházi: Szt László kir. 1893.
- 66. Kontur Béla: A koleráról. 3. kiad. 1892.
- 67. Novák Lajos: Falusi rossz szokások. 3. kiad. 1893.
- 68. Faludy Kálmán: Az Isten keze. Elbeszélés 1893.
- 69. Bognár Ádám: Kender Imre uram mulatságos esete, v.: csak lassan a testtel! 1893.
- 70. Az új pénz, v.: a koronaérték népszerű ismertetése. 1893.
- 71. Rozgonyi György A falu árvája, v.: az irgalmas szív irgalmasságot lel. 1893.
- 72. Demény Dezső: János gazda boldogsága, v.: mire visz az úrhatnámság? Elbeszélés 1893.
- 73. Újabb falusi levelek a polg. házasságról. 1893.
- 74. Sz...i Lajos: XIII. Leó p. élete. 1893.
- 75. Végházi: A róm. p-ról. 1893.
- 76. Novák Lajos: Mit kell tudnunk a parancsolt böjtökről? 1893.
- 77. Rozgonyi György: Nem mind arany, ami fénylik, v.: hogyan váltotta be pénzét Csapó gazda? 1893.
- 78. Muzslai: Bús Pál tört., v.: szeresd a felebarátodat! Elbeszélés 1893. (Muzslai néven (Muzslai János) jegyezte műveit[4])
- 79. Vörösváry Ernő: A hazúgság útja, v.: hogyan járta meg Miksa legény? 1893.
- 80. Nagy Lajos: Dura Miklós, v.: ne essél te kétségbe. 1893.
- 81. Bartha István: A léleklátó, v.: ki tudja hol vannak a mi kedves halottjaink? 1893.
- 82. Mosdósy Imre: Az ölyvedi kántor. 1894.
- 83. Petheő József: A fekete kenyér, v.: becsüld meg az Isten áldását. 1894.
- 84. Tihanyi Aladár: Meszes János bűne, v.: mire jut a tp-kerülő? 1894.
- 85. Szemlér Ferenc: Szerencsés András v.: mit tehet az igaz buzgóság? 1894.
- 86. Mohl Adolf: Jézus születése. Karácsonyi pásztorjáték. 1894.
- 87. Vörösváry Ernő: A szegény assz., v.: mit művel a polg. házasság. 1894.
- 88. Szokoly István: A falu bírája, v.: a községi dolgoknak hű tükre. 1894.
- 89. Molnár Géza: Más felesége, v.: vigyázz az Isten 9. parancsára. 1894.
- 90. Szabó Ignác: A szegény és a gazdag, v.: uralkodjál szenvedélyeiden. 1894.
- 91. Hegedűs József: A jámbor társulatokról. 1894.
- 92. Szűcs József: A szomorúak vigasztalója. Elbeszélés 1894.
- 93. Kubinyi Viktor: Mariska, v.: okosan keresd a boldogságot. 1894.
- 94. Rozgonyi György A 2 testvér, v.: a viszálykodás romlásra vezet. 1894.
- 95. Nagy Lajos: A balásfalvi bankócsinálók, v.: mi a kölcsönsegélyző egylet? 1894.
- 96. Neymayer Kornél: A káromkodó nyelv.
- 97. Kincs István: A tehetetlen Gangos, v.: az Isten ha lassan is, de biztosan ver. 1894.
- 98. Mosdósy Imre: A csőregi tiszta szűr. 1895.
- 99. Egri Dezső: Az apai átok. 1895.
- 100. Müller Ernő: Lelki patika, v.: orvosságok azok számára, akik örökké akarnak élni. Ford. Várady L. Árpád. 1895.

### 101–150.
- 101. Bartha István: Karácsony. Szj. 3 fv. 1895.
- 102. L. M.: Szt Filomena szűz vt. 1895.
- 103. Martonossy: Kincses András, v.: jó az Isten, jót ád. 1895.
- 104. Mosdósy Imre: A Pista gyerek apja, v.: tiszteld atyádat, anyádat. 1895.
- 105. Petheő József: A talált kincs, v.: add vissza az idegen jószágot. 1895.
- 106. Hahnekamp György: Megsegít a boldogságos szűz. 1895.
- 107. Pokorny Emánuel: Megszentelt idők. Az egyh. év ismertetése. 1896.
- 108. Tóth Mike: Fő veszedelmünk. 1896.
- 109. Károly Ignác: Szép András álma, v.: nyugodjunk meg Isten akaratában. 1896.
- 110. Páder Rezső: A házasság szentsége a ker. nép tájékozására. 1896.
- 111. Kincs István: Barcsa Bálint kv-ei, v.: veszedelmes a rossz olvasmány. 1896.
- 112. Faludy Kálmán: Cseppekből áll a tenger, v.: mire visz a kocsmázás? 1896.
- 113. Vargányi Kálmán: Kurucz Tamás, v.: akit az Isten meglátogatott. Elbeszélés 1896. (A szerző Szinnyei szerint Vagányi Kálmán)
- 114. Végházi: Ezer esztendő, v.: a m-ok honfoglalása. 1896.
- 115. Kudora Ödön: 3 szt testvér. B. Margit, b. Jolánta és szt Kunigunda élete. 1896.
- 116. Janics Ferenc: A féllábú koldus, v.: Isten se nem siet, se nem felejt. 1896.
- 117. Prónai Antal: 2 falusi tört. 1896. (Prónai Antal álnéven Prónai Árpád írta[4])
- 118. Kincs István: A szomolányi kísértet. 1896.
- 119. Dominkovich János: A gyilkos, v.: még a tyúk is kikaparja. 1896.
- 120. Rózsa József: A hamis próf-k, v.: szó a nazarénusokról. 1896.
- 121. Wenninger Mátyás: Hogyan gazdálkodjunk? 1896.
- 122. Seregély László: Imádság a boldogságnak kulcsa. 1896.
- 123. Oppitz Sándor: A bűn büntetése. Karácsonyi játék, 3 fv. 1896.
- 124. Oppitz Sándor: A pogány megtérése. Karácsonyi játék, 3 fv. 1896.
- 125. Czuczor Gergely: Paprikás versek. 1896.
- 126. Reutter Sándor: A szocialista. 1897.
- 127. Herman József: Hamar tanács, hamar bánás, v.: Piroska házassága. 1897.
- 128. Páduai Szt Antal és a szegények kenyere. Új orvosság az élet bajaira. 1897.
- 129. Petheő József: A néma gyermekek, v.: ne kínozd az állatot. 1897.
- 130. Horváth Sándor: Akasztófa-virág. Elbeszélés 1897.
- 131. Marczinka Imre: A babona. 2 elbeszélés 1897.
- 132. Cziráki Gyula: A mi ap-aink. Czimmermann István és Menyhárt László m. hithirdetők élete és működése. 1897.
- 133. Kincs István: Egy miatyánk v.: ne röpülj, ha nincsen szárnyad. 1897.
- 134. Dániel Illés: A népbolondítók, v.: ne vigy minket a kísértésbe. 1897.
- 135. Horváth János: Okos Bálint uram esze, v.: hogyan találtak kincset a kőfalusiak. 1897.
- 136. Dominkovich János: A kölcsönpénzen vett birtok. Elbeszélés 1898.
- 137. Filó Károly: Szt Erzsébet assz. élettört-e. 1898.
- 138. Hegedűs Ferenc: A korcsmahősök, v.: az apja meg a fia. 1897.
- 139. Oppitz Sándor: Békesség az embernek. Karácsonyi játék. 1897.
- 140. Brevits Vilmos: Isten 4. parancsa, v.: hogyan bűnhődött meg Farkasné assz.? 1898.
- 141. Márton bácsi: Új veszedelmünk (a szocializmusról). 1898.
- 142. A mezőhelyi nagy ribillió, v.: legyünk-e cucilisták? Írta egy igazi cucilista. 1898.
- 143. Horváth János: A gazdag vőlegény és a szegény menyassz., v.: hogyan lehet semmiből is pénzt teremteni? 1898.
- 144. Bognár Ádám: A hűséges szívek, v.: az ember útját Isten igazítja. Verses elbeszélés 1898.
- 145. Erzsébet, m-ok kirnéja. 1898.
- 146. Kontor Elek: A kártya. Elbeszélés 1898.
- 147. Surányi Leó: Kormos Péter gyónása, v.: meg lehet ismerni az igazságot. 1898.
- 148. Horváth Károly: Filokszera a m. nép szőlőjében. 1898.
- 149. Bohnert M. András: Páduai Szt Antal élete. 1900.
- 150. Bognár Ádám: Örzse néne meséje, v.: ne engedj az ördögnek! 1898.

### 151–200.
- 151. Károly Ignác: Balga János szomorú nótája, v.: ne higgy a lázítónak. 1898.
- 152. Hidvéghy Árpád: Gerendás Mihály kalandjai az aranyorsz-ban. 1898.
- 153. Farkas Zsigmond: Az ördög kelepcéje, v.: ki találta ki a pálinkát? 1898.
- 154. Seress Imre: A hitetlen, v.: Isten útjai beláthatatlanok. 1898.
- 155. Horváth János: Méhészkedjünk. 1898.
- 156. Büttner Lina: Nagy véteknek nagy az ára. Elbeszélés 1900.
- 157. Horváth Károly: Vőfél-kv. ker. kat. vőfélek számára. 1900.
- 158. Hahnekamp György: Jubileumi kalauz, v.: utazás az 1900. jub. búcsú elnyerésére. 1900.
- 159. Vetési: Róm. zarándokkv. A m. ember útmutatója az örökvárosban. 1900.
- 160. Tenus Tivadar: A kastély titka, v.: a póruljárt kísértet. 1900.
- 161. Novák Lajos: Nagy-Máriacell rövid tört. és ismertetése. 1900.
- 162. Seress Imre: Mindennél drágább a hit, v.: hogyan tért meg Bimbó mester? 1900.
- 163. Rozgonyi György Gombos Tamás kincse, v.: mire jó a Kristóf-imádság? 1900.
- 164. Marczinka Imre: A talált arany, v.: az Isten megfizetett. 1900.
- 165. Reim Lajos: A kopott Mária-szobor, v.: hogyan gyógyít az Isten? 1900.
- 166. Bognár Ádám: Ágnes assz. leánya. 1900.
- 167. Horváth János: Az elégedetlen és telhetetlen. A csonka ap. 1900.
- 168. Kisfaludy Zoltán Lajos: Szt István, első m. kir. 1900.
- 169. Cenner Lajos: A Szt jobb, v.: az I. ap. kir. dicsőséges szt jobb kezének tört. 1900.
- 170. Dedek Crescens Lajos: Szt Gellért vt. első csanádi pp. élete. 1900.
- 171. Kayser Lajos: Az öreg János bácsi, v.: nem halt meg az Isten. 1900.
- 172. Valnicsek Béla: Sohasem késő. 1900.
- 173. Falusi Pál: Az obsitos. 1900.
- 174. Reim Lajos: Istenben bízzál, nem csalatkozol. Elbeszélés 1900.
- 175. V. Pásztor József: A kévés meg a búza, v.: a gyűlölködés ára. 1900.
- 176. Seress Imre: A piros bugyelláris, v.: maradj a becsület útján! 1900.
- 177. Erdősi István: Szegény Borka Ferkó! v.: ne ijesztgesd a gyermeked! 1900.
- 178. Bohnert András: Assziszi Szt Ferencnek, a franciskánus barátok rendalapítójának élete. 1900.
- 179. Bartha István: Bethlehem. Karácsonyi pásztorjáték 4 részben. 1900.
- 180. Horváth János: A szövetkezetekről, v.: segíts magadon, az Isten is megsegít. 1901.
- 181. Seress Imre: Balázs Antal bajai, v.: aki szarva között kereste a tőgyét. 1902.
- 182. Verner László: A méltóságos assz. aranya, v.: miképen jöttek létre a cucilisták? 1902.
- 183. Kálmán diák: A máshitű feleség, v.: a vegyes házasság veszedelme. 1902.
- 184. Varga László: Aki kicsal, huncfut róka... Rossz hely az az Ameróka!... v.: az a kérdés, hogy menjünk-e Amerikába. 1902.
- 185. Vágmenti J.: Az ördög itala, v.: hogyan fogta meg a plnos a muszka spiont. 1902.
- 186. Rozgonyi György Az álnok jóbarát, v.: a hamis eskü büntetése. 1902.
- 187. Szabó János: Bethlehemi bakter. Karácsonyi pásztorjáték. 1902.
- 188. Pap bácsi: Karácsonyest. Karácsonyi játék. 1902. (A Pap bácsi álnevet Mohl Adolf használta.[1])
- 189. Pap bácsi: Itt a Miklós. Pásztorjáték. 1902. (A Pap bácsi álnevet Mohl Adolf használta.)
- 190. Pap bácsi: Bethlehemi assz-ok. Pásztorjáték. 1902. (A Pap bácsi álnevet Mohl Adolf használta.)
- 191. Pap bácsi: Három kir-ok. Pásztorjáték. 1902. (A Pap bácsi álnevet Mohl Adolf használta.)
- 192. Pap bácsi: Aprószentek. Pásztorjáték. 1902. (A Pap bácsi álnevet Mohl Adolf használta.)
- 193. Szalay József: A takarék-magtárról. 1902.
- 194. Kincs István: A vak nő, v.: Isten kinek-kinek megfizet. 1902.
- 195. Erényi Károly: A póruljárt népvezér. Elbeszélés 1902.
- 196. Hufnagl János: A szeretet hőse, v.: hazudni sohasem szabad. 1902.
- 197. Kincs István: Az öreg apa. Elbeszélés 1902.
- 198. Erdősi Károly: Ősi erények. Tört. szj. Hunyadi János korából. 3 fv. 1902.
- 199. Sziklay János: II. Rákóczi Ferenc élete. 1903.
- 200. Erdősi Károly: Angyalszívek karácsonya. Karácsonyi kép. 1903.

### 201–250.
- 201. A m. ipar dicsősége, Szabóky Adolf élete. 1903.
- 202. Barabás: A kassai vt-k élete és halála. 1904.
- 203. Ember György: Szegény leány keresztje és boldogsága. Mariska a derékszívű leány. 1904.
- 204. V. Pásztor József: A gonosz beszéd átka, v.: Pál János szomorú esete. 1904.
- 205. Horváth János: Isten nem ver bottal. 1904.
- 206. Kincs István: Dolgos Böske szerencséje. Addig hajlítsd a fát, amíg fiatal. 1904.
- 207. Pajkor: A szívet nézd, ne a ruhát. 2 leány tört.
- 208. Murai: Nem csalatkozott az Istenben. 1904.
- 209. Arácsy János: X. Pius p. élete. 1904.
- 210. Vágássy Gyula: Értsük meg egymást. 1904.
- 211. Ember György: Árva Gergely. Elbeszélés 1904.
- 212. Virág Ferenc: A szeplőtelen fogantatás ünnepe. 1904.
- 213. Reim Lajos: Egy imádságos kv. tört. Verses elbeszélés A vak leány. Csodás tört. 1904.
- 214. Herczeg Péter: A bűnbánó fiú. Karácsonyi pásztorjáték 2 színben. 1904.
- 215. Domonkos István: Pásztorjáték. 1904.
- 216. Czike Imre: A bor kezelése a pincében. 1904.
- 217. Czike Imre: Kincsesbánya a kertben, v.: a gyümölcs eltartása, feldolgozása és értékesítése. 1904.
- 218. Mócsy László: A jó tehén. Ambrus gazda meg János gazda beszélgetése a tejelő marha vételéről. 1904.
- 219. Szabó János: A megkerült gyermek. Karácsonyi pásztorjáték 5 részben. 1904.
- 220. Horváth E. János: 3 balta. Olcsó húsnak híg a leve. 1905.
- 221. Czike Imre: A kaszálók és legelők ápolása. 1905.
- 222. Gubicza Lajos: A domonyi éjféli mise. 1905.
- 223. Sashegyi Tihamér: A pataházi menyegző. 1905.
- 224. Mócsy László: Sertés tenyésztése és hízlalása. 1905.
- 225. Sissovics Miklós: Melyek a polgár kötelességei? Hasznos útbaigazítások a törv-ek megtartására. 1905.
- 226. Horváth E. János: Példabeszédek és közmondások. 1905.
- 227. Erdősi Károly: Szt József tiszt. szavalatokban és élőképekben. 1905.
- 228. Szepessy László: A vitéz huszár. Költői elbeszélés 3 énekben. 1905.
- 229. Csillag Gyula: A vasárnap és a korcsma. 1905.
- 230. Somogyi Gyula: Timár László vándorlása. 1905.
- 231. Lábay Gyula: A kis Jézus ajándéka. Karácsonyi színmű 3 képben. 1905.
- 232. Szokoly István: A majomszeretet, v.: ne rontsd meg a gyermekedet. 2 elbeszélés 1905.
- 233. Vargha Damján: Lourdesi emlékek. 1906
- 234. Sziklay János: A nagyralátó Dani. Elbeszélés 1905.
- 235. Mócsy László: A kisgazda lova. 1905.
- 236. Molnár Géza: A 3 ördög. Verses elbeszélés 1905.
- 237. Horváth E. János: Jó hús olcsón. A házinyúltenyésztésről. 1905.
- 238. Horváth E. János: Aprójószág. Baromfitenyésztési útmutató. Segédkv. gazd. és ismétlőisk. számára. 1907.
- 239. Valmicsek Béla: Mária-Besnyő búcsújáróhely. 1907.
- 240. B. B. L.: Tudja-e, mi a nyomor? 1907.
- 241. Az elrejtett kincs, amelyről még kevesen tudnak, v.: a gyakori szt áldozásról. Írta egy misszion. 1907.
- 242. Cséplő István: Szt Vince ap-a, v.: a megtért szociálista. Elbeszélés 1907.
- 243. De Sgardelli Cézár: Kereszt és kard, v.: a vallásos katona. Épületes példák fiatal katonáknak, különösen altiszteknek. 1907.
- 244. Mikes Emil: Mátyás kir. élete. 1907.
- 245. Filó Károly: Nep. Szt János. 1907.
- 246. Filó Károly: Hunyadi János élete. 1907.
- 247. Filó Károly Kapisztrán Szt János élete. 1907.
- 248. Kárpáti Endre: A madarak védelme. 1907.
- 249. Horváth E. János: Mire jó a futóhomok? Szőlőmívelési útmutató. 1907.
- 250. Horváth E. János: Mit együnk? Mit igyunk? Mitől óvakodjunk? Ártalmas anyagok ételben, italban, levegőben. 1907.

### 251–300.
- 251. Mócsy László: Az istállótrágya és a műtrágyák. 1907.
- 252. Kaciány Géza: M. rabszolgák Amerikában. Igaz tört. a m. nép számára. 1907.
- 253. Sok gyermek, sok áldás. Írta a nép barátja. 1907.
- 254. Horváth E. János: Zöldségtermelés. Mit s hogyan termeljünk a konyhakertben? 1908.
- 255.
- 256. Brach József: Eljegyzés akadállyal. Vj. 3 fv. 1907.
- 257. Tölcséry Ferenc: Apróhirdetés. Bohózat. 1 fv. 1907.
- 258. Asteroid: Karácsony az égben. 1907.
- 259. Frangepán: Nagy Lajos m. kir. élete. 1908.
- 260. A gazdagodás útján. Űzzünk háziipart. Írta a Nép barátja. 1908.
- 261. Filó Károly: Mária-Sasvár búcsújáróhely. 1908.
- 262. Horváth E. János: Virágoskert. Kis útmutató a dísznövények tenyésztéséhez(!) 1908.
- 263. Valnicsek Béla: A nagyheti szert-ok. 1908.
- 264. Filó Károly: A sztéletű Bosnyák Zsófia tört. 1908.
- 265. Filó Károly: Jeruzsálem pusztulásának és a zsidó nép szétszóratásának tört. 1908.
- 266. Kárpáti Endre: Cselédotthon. 1908.
- 267. Mária-Radna kegyelemhely rövid tört. valamint útmutató az ott végzendő búcsújárási szert. és ájtatosságokra. Írta egy áldozópap. 1908.
- 268. Vezérkv. a mária-radnai kegyhelyen végzendő ájtatosságokhoz. Írta egy áldozópap. 1908.
- 269. Bokor Malvin: A legszebb ajándék. Karácsonyi játék. 1908.
- 270. Lászlóné Janda Ilma: M. szívek honszerelme. Hazafias népszínmű. 1909.
- 271. Mohl Adolf: Loreto É-mo-i búcsújáróhely tört. 1909.
- 272. Kolos Károly: Jeanne d'Arc élete. 1909.
- 273. Horváth E. János: Dinnyészkedjünk. Rövid útmutató dinnyetermesztésre. 1909.
- 274. Cserjési Károly: A gyümölcsöskert kártevői. 1909.
- 275. Cserjési Károly: Gömbös János kántor uram tanításai a postáról. 1911.
- 276. Wetzel Xavér Ferenc: A ffi. Ném-ből átd. Domonkos István. 2. kiad. 1911.
- 277. Wetzel Xavér Ferenc: Az asszony. Ném-ből átd. Domonkos István. 2. kiad. 1911.
- 278. Nagy János: A szociáldemokrácia tükre. 1911.
- 279. Lukácsy I.: Mária-Gyüd búcsújáróhely. 1911. (Lukácsy I. néven Lukácsy István jegyezte ezt a füzetet.[5]
- 280. Valnicsek Béla: Jegyesek kátéja. 1912.
- 281. Győrffy Erzsébet: Karácsonyi tört. Karácsonyi és farsangi színdarabok. 1912.
- 282. Felix Endre: Hazafias színművek. 1912.
- 283. Vágássy Gyula: Van-e Isten, van-e lélek? 1913.
- 284. Szémán István: Csodatévő Szt Miklós (mirai érs.) élete és csodái. 1913.
- 285. Drávai János: Hunyadi János. Költői elbeszélés 1913.
- 286. Erdősi Károly: Angyalszívek karácsonya. (1913)
- 287. Erdősi Károly: A gyermek diadala. Misztikus karácsonyi játék 3 fv. 3. kiad. (1913)
- 288. Erdősi Károly: Békét hozott a kis Jézus. Karácsonyi pásztorjáték. 1 fv. (1913)
- 289. Erdősi Károly: A győzedelmes szeretet. Bibliai szj. 3 fv. 3. kiad. 1913.
- 290. Végh Ferenc: A nazarénusok tört. és hitvallása. 1914.
- 291. Szekeres Margit: A csodák idejéből. (1914)
- 292. Kávon Lajos: A zárdák és ellenségeik. 1914.
- 293.
- 294. Giesswein Sándor: A szociális kérdés és a ker. szociálizmus. 1914.
- 295. István diák: Nagy ördög a pálinka. Verses tört. 4 énekben. 1914.
- 296-97.
- 298. Novák Lajos: Pázmány Péter. 1570-1637. 1915.
- 299. Varga Damján: II. Rákóczi Ferenc vallásos buzgalma. 1915.
- 300.

### 301–329.
- 301. František Jehlička (Jehlicska Ferenc Rezső): A jó testvérek, v.: a testvéri egyetértésről Plutarchos alapján. 1915.
- 302. František Jehlička (Jehlicska Ferenc Rezső): Uralkodjunk fájdalmunkon! Vigasztalás az elesettek hozzátartozóinak!
- 303. František Jehlička (Jehlicska Ferenc Rezső): Gyenge lelkek, v.: akik másoknak könnyen beugranak. Plutarchos alapján. 1915.
- 304. František Jehlička (Jehlicska Ferenc Rezső): A pénz és a boldogság, v.: a meggazdagodás túlságos vágyáról. 1915.
- 305. Árpádházi B. Margit. A Margit-legenda nyomán. 1915.
- 306. Gorzó Gellért: Szt Zita. 1916.
- 307. Filó Károly: Szt Vendel élettört-e. 1916.
- 308. Kriston Endre: Aggódó lélekkel. 1916.
- 309. Vincze Alajos: A béna hős boldogsága. 1916.
- 310. Baráczius József: Kegyelem-novéna. 1916.
- 311. Vass József: Az én házam, az én váram. 1916.
- 312. Luttor Ferenc: XV. Benedek, a béke-p. 1916.
- 313. Hegyfoky Kabos: Az esőről. 1916.
- 314. Nagy János: Gyónjunk v. ne gyónjunk. 1916.
- 315. Glattfelder Gyula: A hősök árvái. 1916.
- 316. Horváth E. János: I. Ferenc József. 1917.
- 317. Cséplő István: IV. Károly kir. 1917.
- 318. Szekeres József: Erdélyről. 1917.
- 319. Wenninger Mátyás: Akié a föld, azé a haza. 1917.
- 320. Róvó Lajos: Firer úr dékány meg a felesége. Falusi tört. a nagy háború idejéből. 1917.
- 321. Takács Menyhért: Tudnivalók a kat. autonomiáról. 1917.
- 322. Báthory Nándorné: Két anyáról. 1917.
- 323. A szentmiseáldozat. 1918.
- 324. Kriston Endre: A beszélő madár. Elbeszélés 1918.
- 325. Tóth József: A Mi Atyánk a szomorúaknak és a szenvedőknek. 1917.
- 326. Mézes János: A nemzetiségekről. Karácsony János nyomán. 1918.
- 327. Mócsay László: Hogyan neveljük gyermekeinket? 1918.
- 328. Csepela Lajos: Az okos Mari tört-e. 1918.
- 329. Petró József: Az utolsó óhaj. 1919. 88